# توته‌یاما، تویاما
توته‌یاما، تویاما (به لاتین: Tateyama, Toyama) یک منطقهٔ مسکونی در ژاپن است که در Nakaniikawa District واقع شده‌است. توته‌یاما ۲۶٬۸۵۰ نفر جمعیت دارد.